# Ignacówka (województwo świętokrzyskie)
Ignacówka – wieś sołecka w Polsce położona w województwie świętokrzyskim, w powiecie jędrzejowskim, w gminie Jędrzejów.
W latach 1975–1998 miejscowość administracyjnie należała do województwa kieleckiego.
| SIMC    | Nazwa             | Rodzaj  |
| ------- | ----------------- | ------- |
| 0240253 | Ignacówka-Kolonia | kolonia |
| 0240247 | Modrzejów         | osada   |

Spis powszechny z roku 1921 wymienia Ignacówkę jako kolonię w gminie Raków było tu wówczas 15 domów i 86 mieszkańców